# Деметріс Деметріу
Деметріс Деметріу (грец. Δημήτρης Δημητρίου, нар. 15 січня 1999, Ларнака, Кіпр) — кіпрський футболіст, воротар клубу «Аполлон» та національної збірної Кіпру.

## Клубна кар'єра
Деметріс Деметріу є вихованцем клубу «Анортосіс», де у 2014 році починав грати у молодіжній команді. У серпні 2018 року Деметріу дебютував у першій команді. І зі свого дебютного сезону став основним голкіпером команди.
Влітку 2019 року Деметріу приєднався до клубу Першого дивізіону «Аполлон» з міста Лімасол.

## Збірна
У жовтні 2019 року у матчі проти команди Азербайджану Деметріс Деметріу дебютував у складі національної збірної Кіпру.

## Титули і досягнення
- Чемпіон Кіпру (1):

«Аполлон»: 2021–22
- Володар Суперкубка Кіпру (1):

«Аполлон»: 2022